# Albayzín
Albayzín (hay còn gọi là Albaicín hoặc El Albaicín) là một quận ngày nay thuộc Granada, ở vùng hành chính Andalucía, Tây Ban Nha, có chứa các con đường quanh co hẹp từ thời Trung Cổ Al-Andalus. Albayzín đã được công nhận là di sản thế giới năm 1984 , cùng với Lâu đài Alhambra nổi tiếng hơn.
Nhiều tour khách du lịch đến với Albayzin chủ yếu do các cảnh đẹp ngoạn mục của Alhambra từ góc nhìn nhà thờ San Nicolas.
Phần cổ nhất của quận là vào thế kỷ 11, khi Triều đại Zirid thành lập Granada là thủ đô mới. Các công trình sau đó được xây dựng thêm vào bởi hai Triều đại Almohad và Triều đại Nasrid.

## Hình ảnh

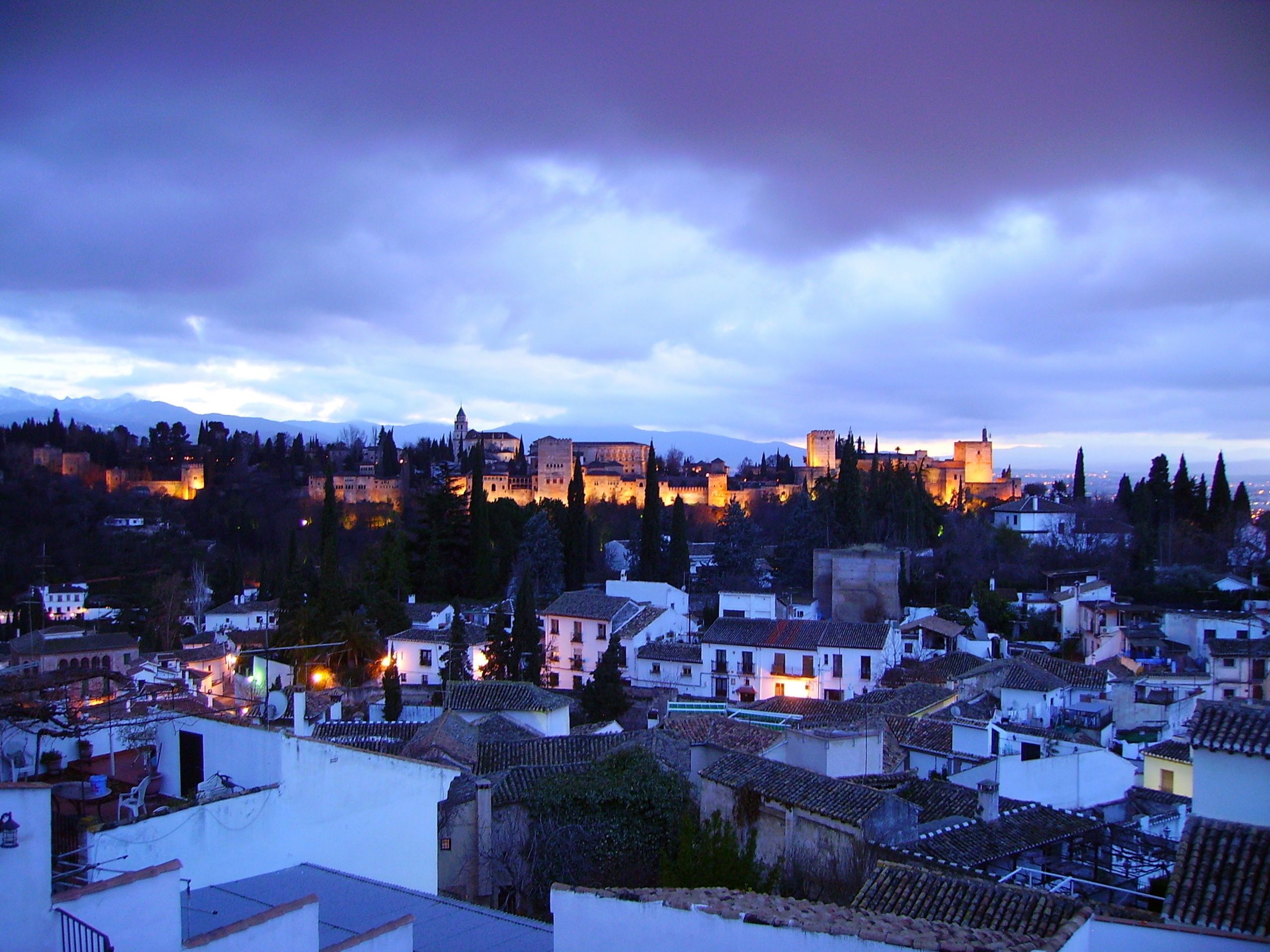
Alhambra nhìn từ Albayzín
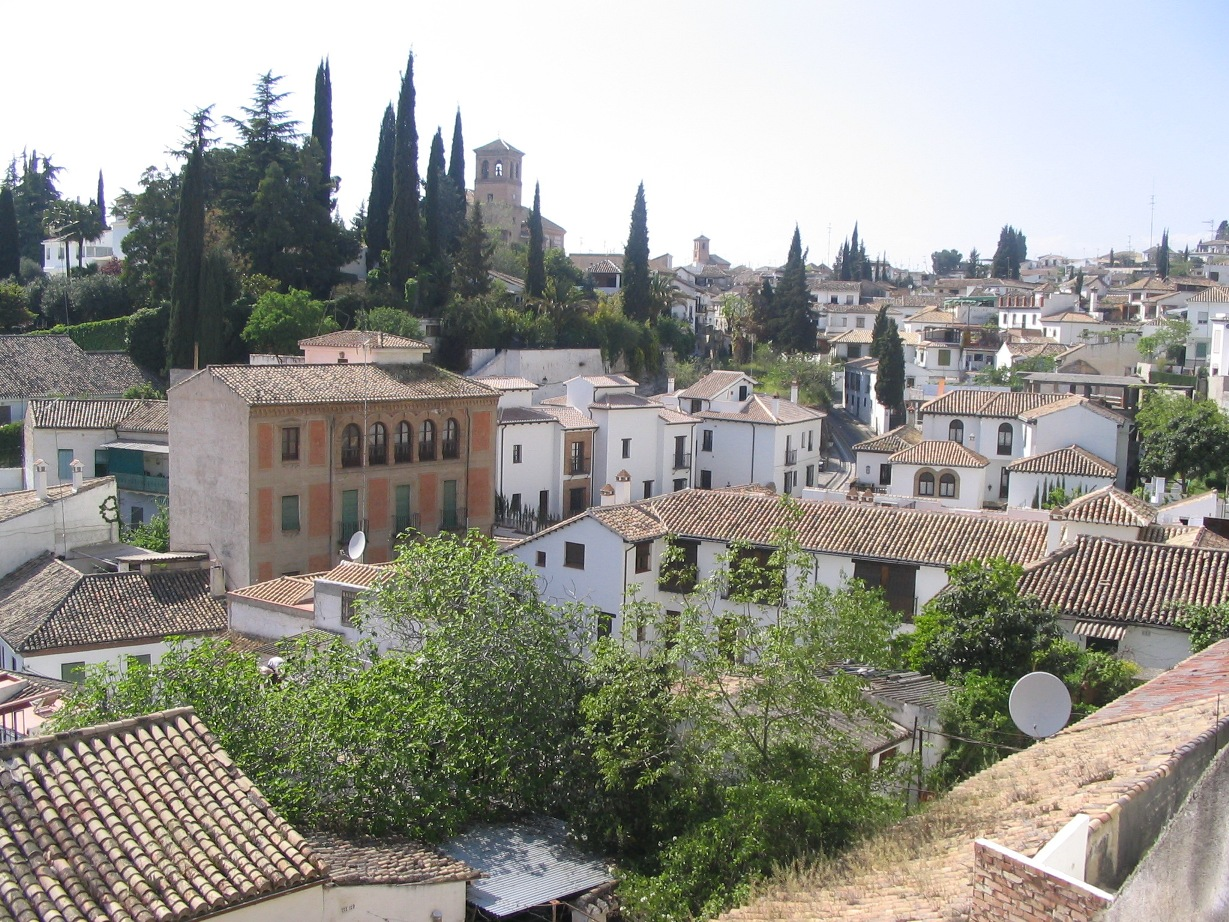
Các ngôi nhà ở Albayzín
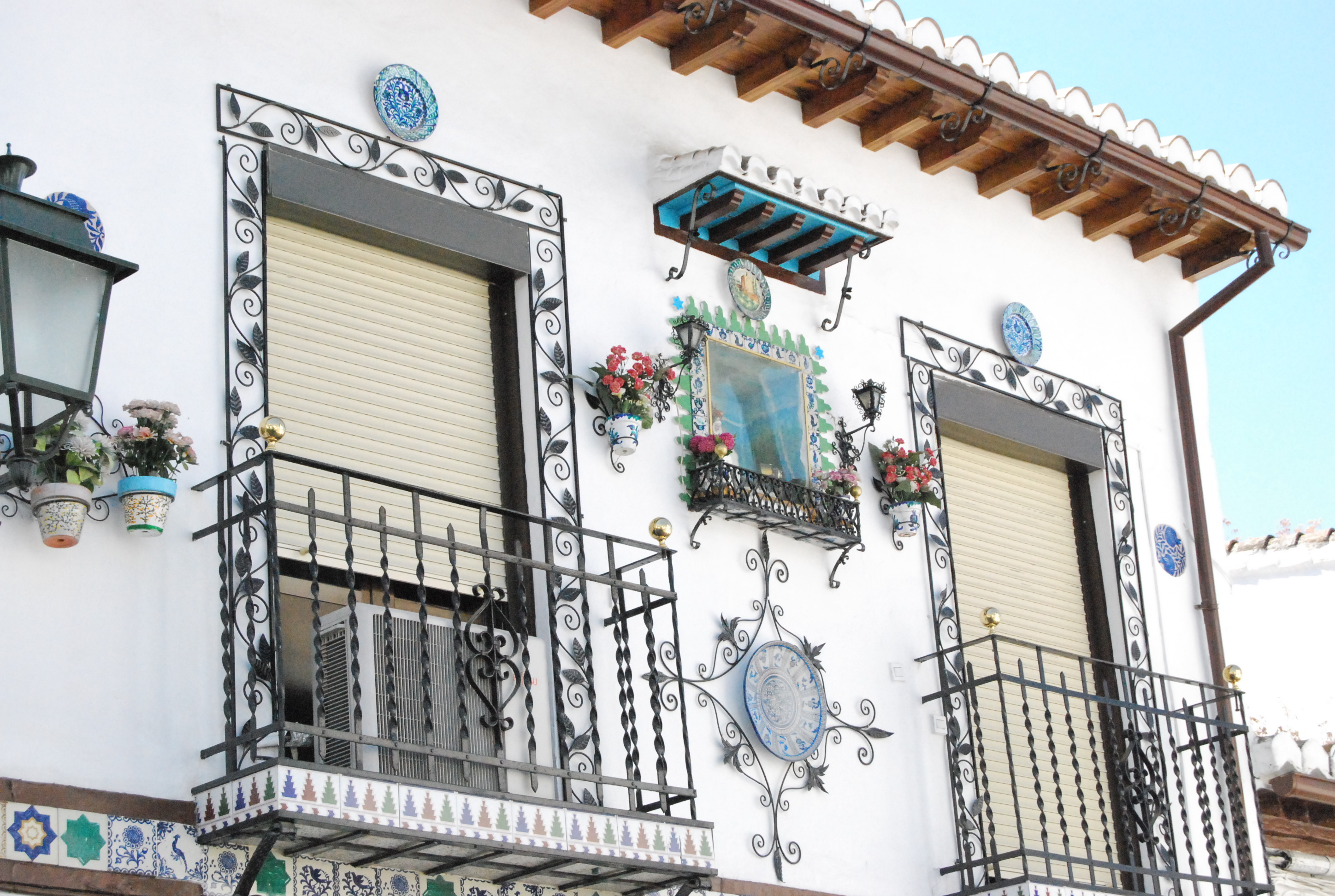
Mặt tiền nhà đặc trưng ở Cuesta de Alhacaba
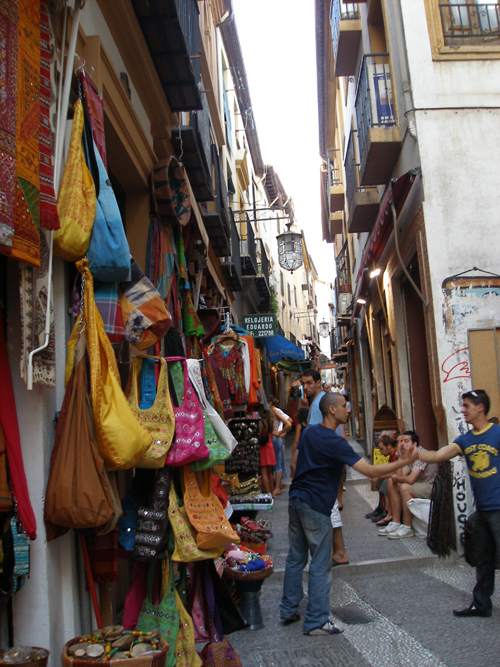
Đường Calderería
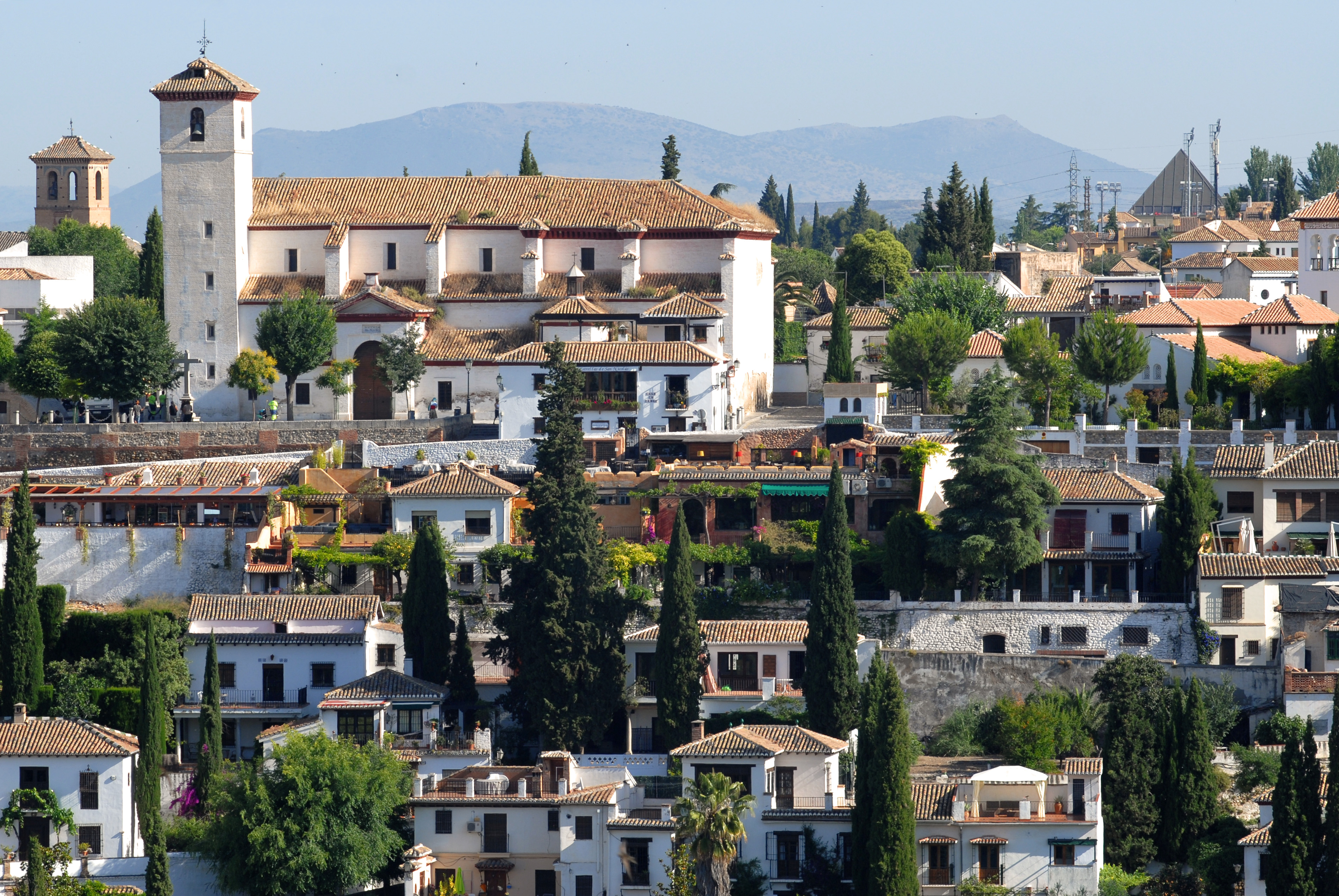
Nhà thờ San Nicolas và Albayzín nhìn từ lâu đài Alhambra